# 谢西莱普雷
谢西莱普雷（法語：Chessy-les-Prés，法語發音：[ʃesi le pʁe]）是法国奥布省的一个市镇，属于特鲁瓦区。

## 地理
谢西莱普雷（48°1'28"N, 3°54'52"E）面积25.69 平方千米，位于法国大東部大區奥布省，该省份为法国中北部省份，北起马恩省，西接塞纳-马恩省，西南至约讷省，东南至科多尔省，东临上马恩省。
与谢西莱普雷接壤的市镇（或旧市镇、城区）包括：贝尔农、库尔托尔、莱克鲁特、达夫雷、埃尔维勒沙泰勒、利涅尔、马罗勒苏利涅尔、旺莱、弗洛尼拉沙佩勒。
谢西莱普雷的时区为UTC+01:00、UTC+02:00（夏令时）。

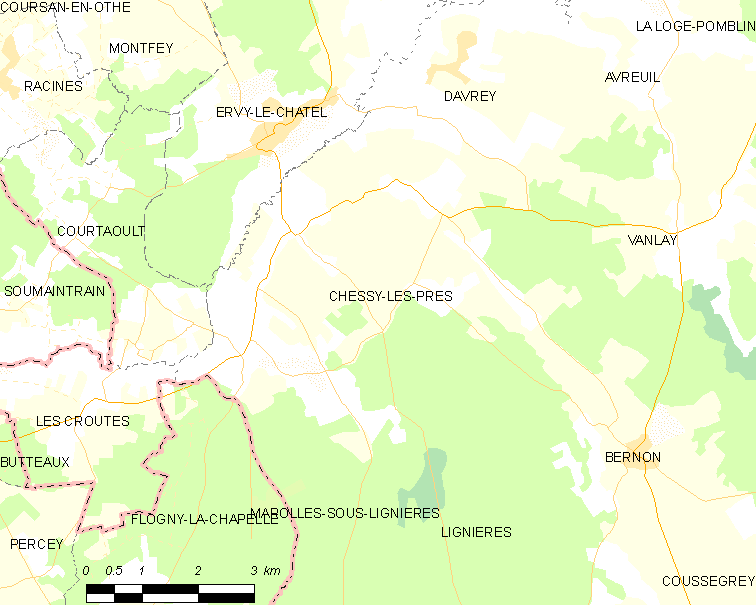
谢西莱普雷的OSM定位图

## 行政
谢西莱普雷的邮政编码为10130，INSEE市镇编码为10099。

## 政治
谢西莱普雷所属的省级选区为艾克斯-维勒莫尔-帕利斯县。

## 人口

1962-2008年间谢西莱普雷人口变化图示

谢西莱普雷于2022年1月1日时的人口数量为534人。